# Joke Reijnders
Joke Reijnders (Amerongen, 27 augustus 1971) is een Nederlandse (kinderboeken)schrijfster.

## Biografie
Reijnders groeide op in het dorp Amerongen. Ze zat achtereenvolgens op het Herman Jordan Lyceum in Zeist en op het Revius Lyceum in Doorn. Ze studeerde mediëvistiek aan de Universiteit Utrecht. Na haar studie werkte ze een aantal jaren als freelance journalist.

## Boeken

### Jeugdliteratuur
- Problemen op de palts (Delubas, 2008)
- Het spook van Vechtvliet (Delubas, 2008)
- Mees en de meermin (Delubas, 2008)
- Prinses gezocht (Delubas, 2008)
- Drakenbloed en kamillethee (Leopold, 2008)
- Een moordplan (Delubas, 2009)
- Heksenbloed en drakengoud (Leopold, 2009)
- Net een vis (Delubas, 2010)
- Kasteel in de mist (Leopold, 2010)
- De dolle koe (Delubas, 2010)
- Het geheim van de wilde paarden (2010)
- Mijn grote monsterfeest (2011)
- De rol van je dromen (BFF serie) (Leopold, 2011)
- Het zilveren medaillon (Delubas, 2011)
- Een pony met een geheim (Paardenheuvel serie) (Leopold, 2012)
- Het grote voorleesboek voor broertjes en zusjes (2012)
- Het grote Rijksmuseum voorleesboek (2013)
- Wonderpony (2013)
- Een verboden BFF (BFF serie) (2013)
- Een spannende zomer op Paardenheuvel (Paardenheuvelserie, 2013)
- Het geheim van het spookdorp (2013)
- Het geheim van de dolfijnen (2014)
- Alles voor de catwalk (Leopold, 2016)
- op weg naar de olympische spelen (2019)
- Britt & Esra: Ponyvriendin in gevaar (2016)
- Britt & Esra: Het avontuur met het zadel (2016)
- Britt & Esra: De mysterieuze paardendiefstal (2017)
- Britt & Esra: Het paard zonder ruiter (2017)
- Britt & Esra: Safari te paard (2017)
- Britt & Esra: Het verdwenen paard (2018)
- Britt & Esra: Paardenvriendinnen voor altijd (2018)
- Britt & Esra: Het spookpaard op de prairie (2019)
- Britt & Esra: Op zoek naar de verdwenen huifkar (2019)
- Britt & Esra: Een paardendief in Japan (2020)

### Boeken voor volwassenen
- Actief in je vrije tijd (2005)
- Uit eten voor een prikkie (2005)
- En een snufje nostalgie (2005)
- Kastelen en paleizen van Oranje-Nassau (2006)
- Koken voor Dummies (2018)